# Akta er killar här kommer Gud! Och hon är jävligt förbannad
Akta er killar här kommer Gud! Och hon är jävligt förbannad är en, bok med samlade krönikor och texter som Linda Skugge har skrivit. Den utkom 2003.
Texterna handlar exempelvis om feminism, abort, porr, föräldraförsäkringar och andra aktuella ämnen.